# Pierfrancesco Scarampi

Stemma Scarampi

Pierfrancesco Scarampi (Piemonte, 1596 – Roma, 14 ottobre 1656) è stato un religioso italiano.

## Biografia

### Gioventù e ordinazione
Pierfrancesco apparteneva alla nobile famiglia degli Scarampi nel Marchesato del Monferrato. Destinato dai genitori alla carriera militare, durante una visita a Roma decise di dedicarsi alla vita religiosa e nel 1636 entrò nella Confederazione dell'oratorio di San Filippo Neri.

### Nunzio in Irlanda
Su richiesta del francescano irlandese, fra Luca Wadding, rappresentante a Roma della Confederazione cattolica irlandese, papa Urbano VIII inviò fratel Scarampi ad assistere il Consiglio supremo della Confederazione irlandese nel 1643, quando era in corso la guerra in Irlanda contro inglesi e scozzesi. Egli fu accolto a Kilkenny, allora capitale della Confederazione, con gli onori militari. Appena giunto, si rese conto che la minaccia che incombeva sulla Confederazione era il dissenso fra i suoi membri. Egli fece un accorato appello al Consiglio affinché si evitassero tutti i dissensi interni e non si giungesse ad alcun compromesso con i nemici della religione e del paese. Richard Bellings, segretario del Consiglio, indirizzò a Scarampi un appello in favore della cessazione delle ostilità. Scarampi rispose immediatamente mostrando perché la guerra doveva continuare e che il desiderio inglese di cessazione delle ostilità era solo quello di prendere tempo per risolvere le loro momentanee difficoltà interne.
Il Consiglio Supremo decise di supplicare il Papa di conferire a Scarampi la dignità arciepiscopale e la nomina di Nunzio Apostolico e i vescovi irlandesi supplicarono Scarampi di accettare l'elezione ad arcivescovo di Tuam, titolo al momento vacante. Egli declinò tutti gli onori e si rifiutò di marciare sotto il baldacchino per lui preparato a Waterford. Egli presenziò all'assedio di Duncannon e quando la fortezza fu conquistata alla vigilia della festa di san Patrizio, diede disposizioni affinché venisse subito eretta una cappella in onore del santo e vi celebrò la prima Messa.

### Ritorno a Roma
Il 5 maggio 1645 egli venne richiamato a Roma da papa Innocenzo X. Nell'accomiatarsi dall'Assemblea generale della Confederazione, egli ne ringraziò tutti i membri per la gentilezza dimostratagli e si raccomandò loro ancora una volta di rimanere uniti. Il presidente dell'assemblea, dopo aver citato gli sforzi che Scarampi aveva dedicato alla causa irlandese, disse che «fin tanto che il nome della Religione cattolica rimarrà in Irlanda, il nome di Scarampi verrà ricordato e tenuto caro.»
Dopo aver ricevuto il suo successore, il Nunzio Apostolico Rinuccini, egli partì per Roma. Nel viaggio di ritorno fu accompagnato da cinque giovani irlandesi destinati a diventare sacerdoti, che egli voleva formare e sostenere a proprie spese a Roma. Tra questi giovani vi era Oliver Plunkett, più tardi arcivescovo di Armagh e martire. Al suo arrivo a Roma fu ringraziato ed elogiato per il gran lavoro da lui compiuto in Irlanda.

### Servizio a Roma e morte
Quando l'epidemia di peste nera scoppiò a Roma nel 1656, egli chiese il permesso di assistere gli ammalati nel lazzaretto e così contrasse la malattia e ne morì.
Grazie ad una speciale autorizzazione, la sua salma venne inumata nella Basilica dei Santi Nereo e Achilleo sulla via Appia, chiesa titolare del cardinale oratoriano Cesare Baronio. Papa Benedetto XIV ordinò al Maestro del Sacro Palazzo di rendere noto ai padri oratoriani che negli scritti e nei dipinti, quando si faceva riferimento a lui, doveva essere indicato come "venerabile".

## Fonti
- (EN)  , Charles Herbermann, 1913). Pierfrancesco Scarampi, Catholic Encyclopedia. New York, Robert Appleton.